# Gephyromantis zavona
Espèce
Synonymes
- Mantidactylus zavona Vences, Andreone, Glaw & Randrianirina, 2003

Statut de conservation UICN

 EN B1ab(iii) : En danger
Gephyromantis zavona est une espèce d'amphibiens de la famille des Mantellidae.

## Répartition
Cette espèce est endémique de Madagascar. Elle se rencontre entre 800 et 1 000 m d'altitude dans le nord-ouest de l'île, entre Tsaratanana et le massif du Manongarivo,.

## Description
Les 11 spécimens mâles adultes observés lors de la description originale mesurent entre 35,0 mm et 41,3 mm de longueur standard et les 3 spécimens femelles adultes observés lors de la description originale mesurent entre 40,5 mm et 44,0 mm de longueur standard.

## Étymologie
Son nom d'espèce, dérivant du mot zavona (prononcé zav-oana) dans un dialecte du Nord de l'île et signifiant « nuage », lui a été donné en référence aux conditions observées par l'équipe durant leur séjour. Le soleil ne brillait que tôt le matin puis était remplacé par un temps nuageux et pluvieux le reste de la journée.

## Publication originale
- Vences, Andreone, Glaw & Randrianirina, 2003 : Molecular and bioacoustic divergence in Mantidactylus granulatus and M. zavona n. sp. (Anura: Mantellidae): bearings for the biogeography of northern Madagascar. African Zoology, vol. 38, no 1, p. 67-78 (texte intégral).